# 羅斯福圖書館暨中央圖書館舊址

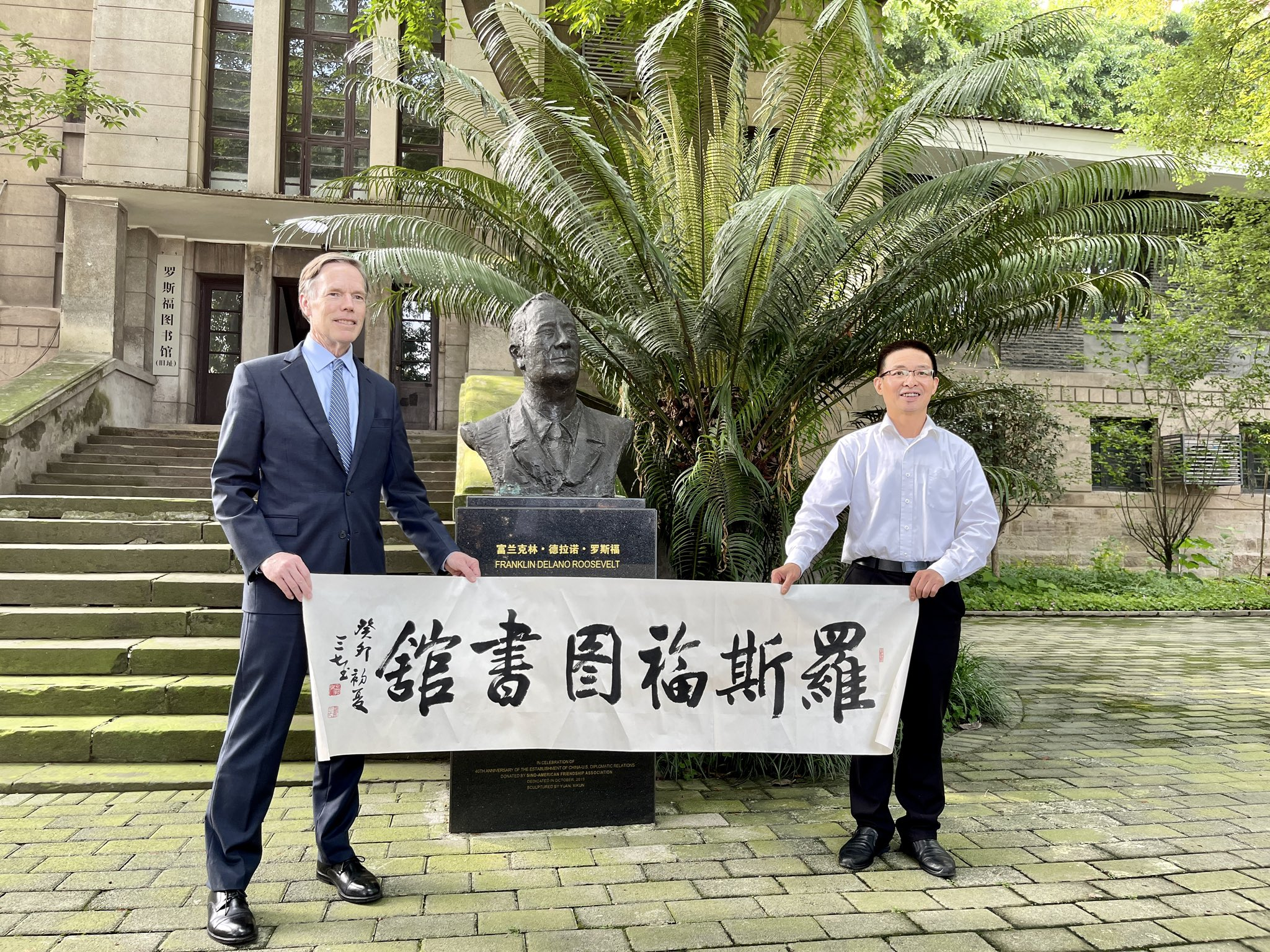
美國駐華大使尼古拉斯·伯恩斯與谭必胜館長

罗斯福图书馆旧址位於重慶市渝中區長江一路1號，文物遺址年代為1946年，2009年12月15日列為第二批重慶市文物保護單位。2019年10月7日公布为第八批全国重点文物保护单位。